# 张港高速动车组列车
张港高速动车组列车是中国铁路运行于湖南省张家界市张家界西站至香港特别行政区香港西九龙站间的高速动车组列车。现由中国铁路广州局集团广州客运段京广动车队担当值乘任务。

## 历史
G6079/6080次列车原为吉首东站往返深圳北站的列车，初见于2022年10月11日实施的运行图。
2024年6月15日，为配合国铁集团实行2024年第三季度列车运行图，G6079/6080次列车的运行区段调整为张家界西站至香港西九龙站，成为“张港高速动车组列车”，车票于2024年6月1日起开始发售。

## 使用列车及行车交路
G6079/6080次列车现使用配属广州局集团广州南动车运用所的CR400AF-A。相关车底及交路亦会与香港西九龙至广州南的G6501/6502次列车套跑，交路同日完成。

## 外部連結
- 香港高速鐵路長途列車行車時間表 （页面存档备份，存于）